# Arizona State University
Arizona State University (ASU) – amerykański uniwersytet publiczny w Arizonie. W jego skład wchodzi pięć kampusów (wszystkie na obszarze aglomeracji Phoenix, największy w Tempe) oraz cztery ośrodki nauczania (w różnych miejscowościach na terenie Arizony).
Szkoła powstała w 1885 r. pod nazwą Tempe Normal School. W 1945 została przemianowana na Arizona State College. W 1958 mieszkańcy Arizony zdecydowali w referendum o przyznaniu uczelni statusu uniwersytetu i nadaniu obecnej nazwy. Na Uniwersytecie Stanu Arizona kształci się około 68 tysięcy studentów. Zdecydowaną większość z nich (54 tysiące) stanowią słuchacze studiów licencjackich – pozostali to magistranci i doktoranci. Fundusz uczelniany (endownment) ma obecnie wartość około 407 mln dolarów. Instytucja zatrudnia około 2800 pracowników naukowych.
ASU należy do Pacific-12 Conference, gdzie jej drużyny sportowe występują jako Arizona State Sun Devils (Słoneczne Diabły). Stadion uniwersytecki może pomieścić ponad 56 tysięcy widzów, a główna hala sportowa ponad 14 tysięcy osób.

## Znani absolwenci
- Henry Carr – lekkoatleta, dwukrotny złoty medalista olimpijski
- Nick Nolte – aktor
- Ike Diogu – koszykarz NBA
- James Harden – koszykarz NBA
- Eddie House – koszykarz NBA
- Carl T. Hayden – polityk
- Ed Pastor – polityk
- Harry Mitchell – polityk

## Galeria

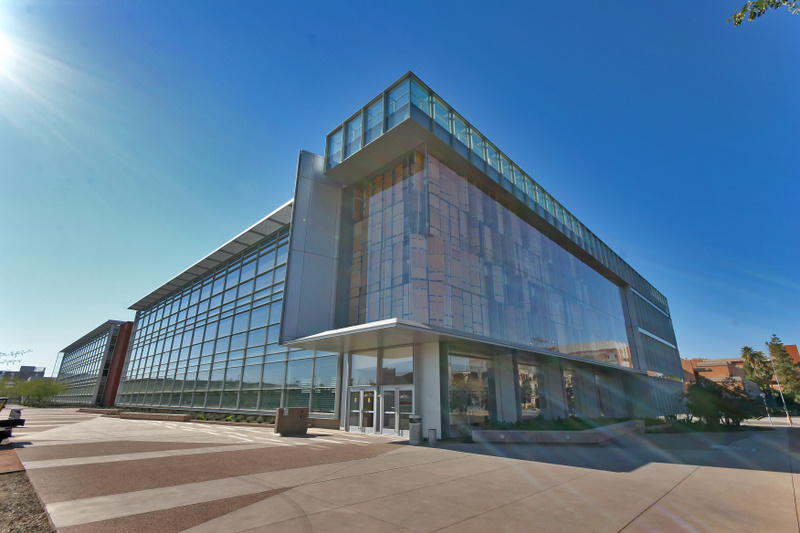
Instytut Bioprojektowania
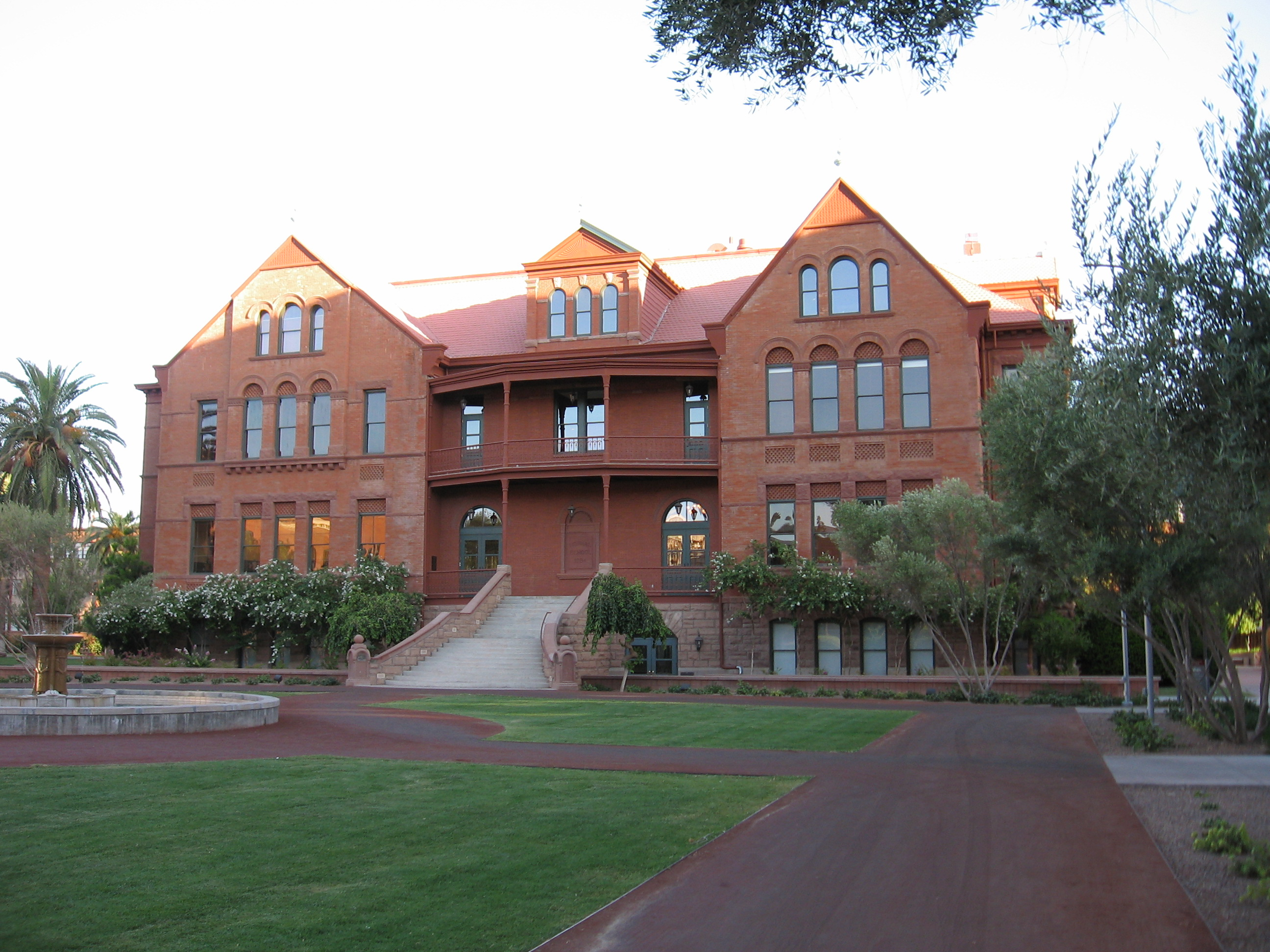
Stary gmach główny
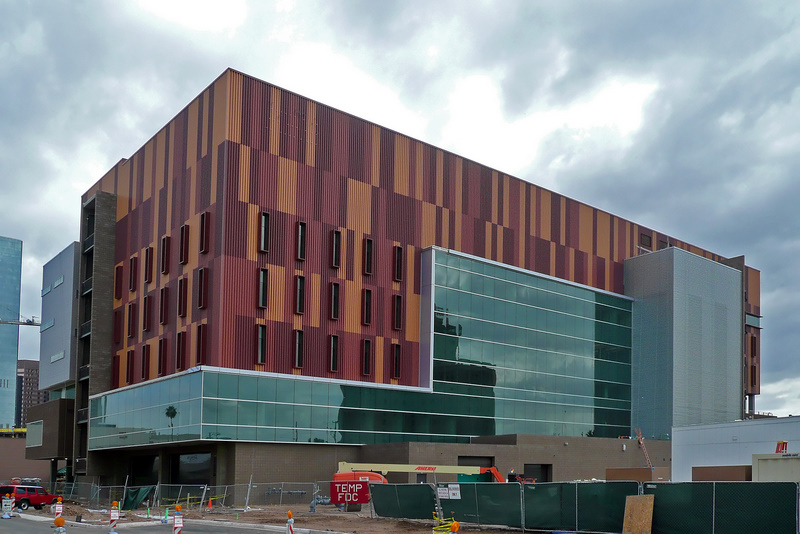
Szkoła Dziennikarstwa
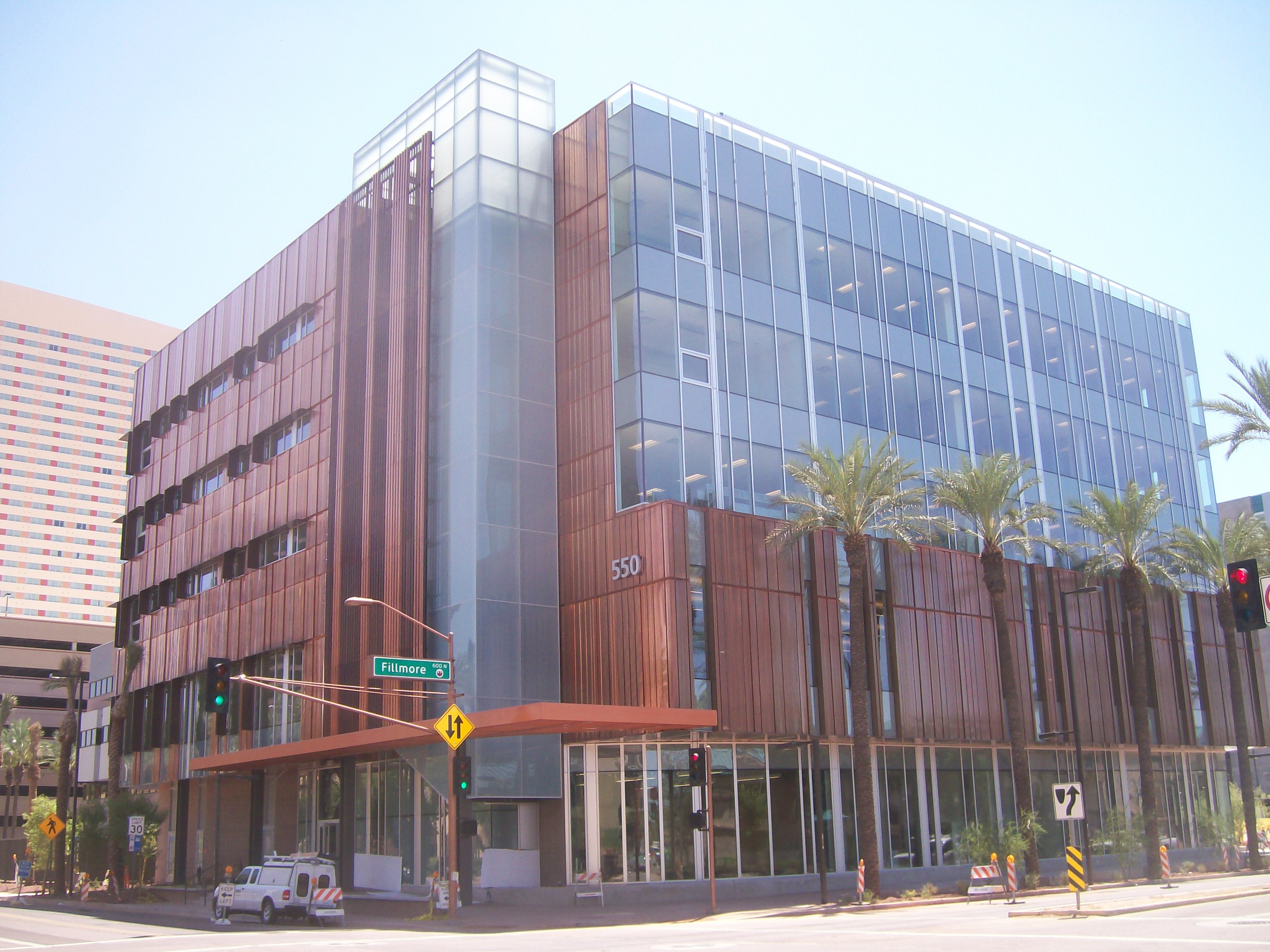
Kolegium Pielęgniarskie